# Bloomington (Minnesota)
Bloomington es una ciudad ubicada en el condado de Hennepin en el estado estadounidense de Minnesota (Estados Unidos). En el Censo de 2010 tenía una población de 82 893 habitantes y una densidad poblacional de 833,1 personas por km². Se encuentra a la orilla del río Minnesota, poco antes de que desagüe en el Misisipi. Bloomington se ubica 10 millas al sur del centro de Minneápolis. 
Establecida como un suburbio en el auge de alojamiento después de la Segunda Guerra Mundial, Bloomington está conectado a la red de calles de Minneápolis a través de dos autovías principales, el Interestatal 35W y el Interestatal 494. Las áreas residenciales de Bloomington cuentan con casas de la clase alta en el área occidental de Bush Lake y casas tradicionales de la clase media y de una sola familia en sus partes centrales y orientales. Su desarrollo comercial a gran escala se concentra cerca del Interestatal 494. Además de una red de parques extensa, con más de 93 m² de terreno de parques per cápita, Al oeste de Bloomington se encuentra el Hyland Lake Park Reserve, y en el sudeste de la ciudad se ubica el Minnesota Valley National Wildlife Refuge. 
Bloomington tiene más puestos de trabajo per cápita que Minneápolis y St. Paul, debido en parte al Mall of America, el centro comercial cerrado más grande de los Estados Unidos. La sede de Ceridian, Donaldson Company, HealthPartners, y Toro, y con sitios importantes de Pearson, General Dynamics, Seagate y Wells Fargo. 
La ciudad se llama así por Bloomington, Illinois.

## Historia
En 1839, con nuevos conflictos con los ojibwa, el cacique Cloud Man mudó su tribu de Mdewakanton Sioux desde Bde Maka Ska en Minneápolis a un área que se llama Oak Grove en el sur de Bloomington, cerca de la avenida actual Portland. En 1843, Peter y Louisa Quinn, los primeros colonizadores europeos de Bloomington, construyeron una cabaña a la orilla del río Minnesota en esta área. Gideon Hollister Pond, un misionero, quien estudiaba el idioma Dakota del tribu de Cloud Man, se mudó más tarde aquel año, y estableció Oak Grove Mission, su cabaña de troncos. Pond y su familia empezaron servicios de iglesia y enseñó agricultura y temas de escuela a los Dakota. La travesía del río Minnesota vino para Bloomington en 1849 cuando William Chambers y Joseph Dean abrieron el Bloomington Ferry (transbordador de Bloomington). El Ferry operó hasta 1889, cuando construyeron el puente Bloomington Ferry Bridge. 
Luego del Treaty of Traverse des Sioux, un tratado entre el gobierno de los Estados Unidos y los Sioux, abrieron un territorio para los colonizadores al oeste del río Misisipi que incluía a Bloomington abrió. Un grupo de colonizadores se instalaron en Bloomington, que incluía a las familias Goodrich, Whalon y Ames. El área se llamó Bloomington por la ciudad de Illinois de donde vinieron. La mayoría de los trabajos tempranos eran de agricultura, herrería, y la molienda de harina. La familia Oxborough, que vino de la Canadá, construyó un centro de comercio en la avenida Lyndale y lo llamó Oxboro Heath. En actualidad el Clover Shopping Center se ubica cerca del viejo sitio del centro de comercio, y el Oxboro Clinic se llama así por los Oxborough. La familia Baliff abrió una tienda de abarrotes y una miscelánea en la esquina de la avenida Penn con la calle Old Shakopee, y Hector Chadwick, luego de mudarse al asentamiento, abrió una herrería cerca del Bloomington Ferry. En 1855, abrieron la primera escuela pública en la casa de Señorita Harrison, y el primer edificio escolar fue Gibson House en 1859. El 11 de mayo de 1858, el mismo día que la Unión admitió a Minnesota como estado, 25 residentes formaron el pueblo de Bloomington. Para 1880, la población había crecido a 820. En 1892 construyeron el primer ayuntamiento cerca de la avenida Penn y la calle Old Shakopee. Para entonces, los Dakota más cercanos de Minneápolis vivían en la residencia de Gideon Pond.

### Los 1900 y los 1930
Después de 1900 la población superó un mil y Bloomington empezó a transformarse en una ciudad. Junto con la población creciente surgieron conflictos entre los ciudadanos sobre varios temas sociales. Algunos de los asuntos principales eran la consolidación de las escuelas en una escuela más grande, y miedo de impuestos crecientes. En 1900, ya había seis escuelas rurales en el territorio con más de 200 estudiantes inscritos en los grados uno a ocho. Para 1917 ya habían resuelto la consolidación de las escuelas: los votantes habían aprobado una escuela consolidada, y un año después la educación secundaria y el transporte escolar empezaron en la ciudad. Aparecieron el servicio telefónico y los automóviles. 

### Años 1940 y 1950
De 1940 a 1960, la población de la ciudad incrementó por un factor de nueve comparado con 1900. Durante los 1940, la visión de desarrollo de la ciudad era alojamiento de bajo costo, baja densidad, cada uno con su propio pozo y sistema séptico. El crecimiento rápido después de la Segunda Guerra Mundial se debe en parte al auge de nacimientos después de la Guerra y el nacimiento de la generación baby boomer. En 1947 construyeron la primera estación de bomberos con un costo de $24 000 y establecieron el Bloomington Volunteer Fire Department (el Cuerpo de Bomberos Voluntarios de Bloomington) con 25 miembros.
En los 1950 hubo una expansión considerable de la ciudad y su infraestructura, así cambiando su atmósfera pueblerina. En 1950, a causa de la población creciente, construyeron la primera escuela de primaria, Cedarcrest. Era evidente que una sola escuela consolidada no le bastaba a la población creciente, y construyeron diez escuelas nuevas en la década mientras el distrito escolar expandía para cumplir con las necesidades de los ciudadanos. En 1952, la primera empresa grande, el Toro Manufacturing Company, se mudó a Bloomington. Se puede ver la importancia de esto en Bloomington hoy en día, ya que alberga cientos de negocios de todo tipo.
En 1953, cambió su forma de gobierno desde un gobierno township a un gobierno village. Este cambio vino acompañado con reuniones abiertas del concejo, regulaciones sobre usos del suelo, y presupuestos publicados. Los efectos de esta nueva forma de gobierno fueron aparentes inmediatamente, con la creación del primer departamento de policía (con un costo de $2 por cada contribuyente) y después con la primera adquisición de tierra para un parque comunitario. Establiecieron la playa de Bush Lake y el parque Moir con un costo de $1 por cada residente. Hoy en día, una tercera parte de la tierra propia de la ciudad se dedica a parques regionales o urbanas, parques infantiles y espacios abiertos. En 1956, iniciaron el primer plan de usos del suelo con la construcción de la Interestatal 35W y el Metropolitan Stadium (Estadio Metropolitano).
En 1957, abrieron la nueva escuela secundaria Bloomington High School en la calle 88 oeste con la avenida Sheridan sur.
En 1958, cambiaron la forma de gobierno a concejo-gestor municipal. Una de las primeras políticas adoptadas por el concejo fue promover el desarrollo de áreas comerciales e industriales, alojamiento de bajo costo y centros comerciales. Debido al crecimiento rápido de la población en este tiempo, los departamentos de policía y bomberos cambiaron su horario a 24 horas por día, y el departamento de bomberos (entonces compuesto de 46 miembros) convirtieron un garaje en una nueva estación de bomberos.

### Años 1960 y 1970
En los 1960 hubo crecimiento acelerado escolar y comercial en toda la ciudad. El 8 de noviembre de 1960, Bloomington oficialmente se convirtió en una ciudad cuando los votantes aprobaron la carta de fundación. La carta de fundación requiere una forma de gobierno concejo-gestor municipal, en la cual el concejo municipal ejerce poder legislativo en la ciudad y determina toda la política de la ciudad. En 1965, construyeron una segunda escuela secundaria, John F. Kennedy High School, y cambiaron el nombre de Bloomington High School a Abraham Lincoln High School. En 1967, aprobaron una segunda y tercera estación de bomberos para combatir incendios más eficazmente en una ciudad cada vez más grande. En 1968, abrió Normandale State Junior College con una matrícula inicial de 1 358 estudiantes. En 1974, cambió su nombre a Normandale Community College, su nombre actual, para reflejar una expansión de asignaturas.
De 1961 a 1981, la ciudad de Bloomington era la sede de la mayoría de los equipos deportivos de Minnesota. En 1961, después de la terminación del Metropolitan Stadium en 1956, tanto los Minnesota Twins como los Minnesota Vikings empezaron sus temporadas regulares. Aunque originalmente construyeron Metropolitan Stadium para los Minneapolis Millers, un equipo de béisbol de liga menor, renovaron y expandieron el estadio para Major League Baseball (la Liga Mayor de Béisbol) y la National Football League (la Liga Nacional de Fútbol Americano). El primer partido de los Twins tomó lugar el 21 de abril (Washington 5, Twins 3) y el primer partido de los Vikings ocurrió el 17 de septiembre (Vikings 37, Chicago Bears 13) de 1956. El 21 de agosto de 1965 Los Beatles tocaron en Metropolitan Stadium, su única parada jamás en el área metropolitana de Minneápolis y St. Paul. En 1967, con la expansión de la National Hockey League (la Liga Nacional de Hockey) establecieron el Metropolitan Sports Center cerca del sitio del Metropolitan Stadium y los Minnesota Northstars empezaron jugar más tarde ese año.
Varios edificios de la ciudad aparecieron en los 1970. En 1970, construyeron la escuela secundaria Thomas Jefferson High School, la primera pista de hielo en el Bloomington Ice Garden, y la cuarta estación de bomberos. En 1971, la inscripción alcanzó 26 000 estudiantes, y el departamento de bomberos tenía 105 hombres. (En 1974 después de una reunión de seis horas del concejo, permitieron que las mujeres se unieran con el departamento, pero la primera bombera, Ann Majerus Meyer, se unió al departamento 10 años después en 1984, y se jubiló en 2013). En 1975 agregaron una segunda pista de hielo al Bloomington Ice Garden y establecieron una quinta estación de bomberos, y una sexta en 1979.

### Desde los años 1980 hasta el presente
Los 1980 trajeron muchos cambios a Bloomington con la partida de los Minnesota Twins y los Vikings. El 30 de septiembre de 1981 jugaron el último partido de béisbol en Metropolitan Stadium (los Kansas City Royals 5, Twins 2) y los Twins y Vikings se mudaron al nuevo Hubert H. Humphrey Metrodome en el centro de Minneápolis. En 1985, una organización de Bloomington, la Bloomington Port Authority, compró el sitio del anterior Metropolitan Stadium (de 350,000 m²) y en menos de dos años aprobó el primero plano de emplazamiento del centro comercial Mall of America. Dos años después, comenzaron las obras para el nuevo centro comercial gigante, y en 1992, lo abrieron para el público. Hoy en día, los ocupantes del Mall of America, combinados, representan el grupo más grande del empleados en Bloomington, con unas 13 000 personas.
En 1993, el equipo de hockey los Minnesota North Stars se mudó a Dallas, y un año después demolieron el Metropolitan Sports Center. En 2004, una tienda de IKEA abrió en la parte occidental del anterior sitio del Metropolitan Stadium. En mayo de 2006 abrieron el Water Park of America, uno de los parques acuáticos interiores más grandes de los Estados Unidos.

## Geografía
Bloomington se encuentra ubicada en las coordenadas 44°49′47″N 93°18′55″O / 44.82972, -93.31528. Según la Oficina del Censo de los Estados Unidos, Bloomington tiene una superficie total de 99.5 km², de la cual 89.83 km² corresponden a tierra firme y (9.72%) 9.67 km² es agua.

## Demografía
Según el censo de 2010, había 82 893 personas residiendo en Bloomington. La densidad de población era de 833,1 hab./km². De los 82 893 habitantes, Bloomington estaba compuesto por el 79.73% blancos, el 7.19% eran afroamericanos, el 0.4% eran amerindios, el 5.86% eran asiáticos, el 0.05% eran isleños del Pacífico, el 3.65% eran de otras razas y el 3.12% pertenecían a dos o más razas. Del total de la población el 6.78% eran hispanos o latinos de cualquier raza.